# Pokémon Detective Pikachu
Pokémon Detective Pikachu, of kortweg Detective Pikachu, is een Amerikaans-Japanse komische sciencefiction- en mysteryfilm uit 2019 onder regie van Rob Letterman. De film is gebaseerd op het gelijknamige computerspel uit 2016 dat deel uitmaakt van de Pokémon-franchise. De hoofdrollen worden vertolkt door Ryan Reynolds en Justice Smith.

## Verhaal
Tim Goodman is een gewezen Pokémon-trainer en de zoon van de bekende detective Harry Goodman. Wanneer zijn vader na een auto-ongeluk verdwijnt, belandt Tim in Ryme City, waar hij detective Pikachu ontmoet, een Pokémon en tevens de vroegere partner van zijn vader.
Tot zijn verbazing kan Tim de Pokémon verstaan, waarop hij besluit om met hem samen te werken om de verdwijning van zijn vader op te helderen. In hun zoektocht naar aanwijzingen ontdekken de twee een groot complot dat het hele Pokémon-universum in gevaar kan brengen.

## Rolverdeling
| Acteur          | Personage                                |
| --------------- | ---------------------------------------- |
| Ryan Reynolds   | Detective Pikachu (stem) / Harry Goodman |
| Justice Smith   | Tim Goodman                              |
| Kathryn Newton  | Lucy Stevens                             |
| Ken Watanabe    | Lieutenant Hide Yoshida                  |
| Omar Chaparro   | Sebastian                                |
| Karan Soni      | Jack                                     |
| Ikue Ōtani      | Detective Pikachu (Pokémon-stem)         |
| Bill Nighy      | Howard Clifford                          |
| Suki Waterhouse | Ms. Norman                               |
| Chris Geere     | Roger Clifford                           |
| Rita Ora        | Dr. Ann Laurent                          |

### Nederlandse vertaling - Tim Goodman
- Huub Dikstaal - Detective Pikachu / Harry Goodman
- Alejandra Osorio Ulloa - Mewtwo
- Fred Meijer - Howard Clifford
- ??? - Roger Clifford
- Desi van Doeveren - Lucy Stevens
- ??? - Lieutenant Hide Yoshida
- ??? - Sebastian
- ??? - Jack
- ??? - Ms. Norman
- ??? - Dr. Ann Laurent

## Productie

### Ontwikkeling
In april 2016 werd er bericht dat Legendary Pictures onderhandelde over de rechten op een liveaction-Pokémonfilm. Enkele maanden later raakte bekend dat Legendary en The Pokémon Company een akkoord bereikt hadden om samen de eerste liveactionfilm uit de Pokémon-franchise te maken, gebaseerd op het videospel Detective Pikachu (2016). Oorspronkelijk werden de Japanse distributierechten verkocht aan Toho, terwijl Universal Pictures de film in de rest van de wereld zou uitbrengen. In juli 2018 werd de distributie van Universal overgenomen door Warner Brothers.
In augustus 2016 werden scenaristen Nicole Perlman en Alex Hirsch aan het project gelinkt. De twee zouden uiteindelijk vervangen worden door Dan Fernandez en Benji Samit. Drie maanden later, in november 2016, raakte bekend dat Rob Letterman de film zou regisseren. Letterman verklaarde dat The Pokemon Company niet de intentie had om nog maar eens een film te maken over Ash Ketchum, het hoofdpersonage uit de Pokémon-animéreeks en verschillende animéfilms. Om die reden werd er uiteindelijk voor gekozen om het verhaal te focussen op detective Pikachu.
Het concept van pratende Pokémon gaat terug tot de animéreeks uit de jaren 90. Voor de serie werden destijds ook pratende Pokémon overwogen. Uiteindelijk werd het concept amper gebruikt omdat spelontwikkelaar Game Freak er niet tevreden over was, maar voor de film werd het concept nieuw leven ingeblazen.

### Casting
In november 2017 werd Justice Smith gecast als de protagonist Tim Goodman. Diezelfde maand kreeg Kathryn Newton de rol van journaliste Lucy Stevens, na een lang auditieproces waar ook actrices als Natalia Dyer, Haley Lu Richardson en Katherine Langford aan deelnamen. In december 2017 werd Ryan Reynolds gecast om de stem van Pikachu in te spreken en de Pokémon via motion capture te vertolken. Andere acteurs die aan de rol gelinkt werden, waren Danny DeVito, Dwayne Johnson, Mark Wahlberg en Hugh Jackman. DeVito's stem werd ook gebruikt om het titelpersonage te testen. Voor de test werden geluidsopnames van de serie It's Always Sunny in Philadelphia gebruikt.
In januari en februari 2018 werd de cast aangevuld met onder meer Ken Watanabe, Bill Nighy, Chris Geere, Suki Waterhouse en Rita Ora.

### Opnames
De opnames gingen in januari 2018 van start en eindigden begin mei 2018. Er werd gefilmd in onder meer Londen en Schotland. Op de set werd de stem van Pikachu ingesproken door stemacteur Jon Bailey. Achteraf werd de tekst nagesynchroniseerd door Reynolds.

### Release
De film ging op 3 mei 2019 in Japan in wereldpremière.